# Confine tra Oman e Yemen
Il confine tra l'Oman e lo Yemen ha una lunghezza di 294 km e parte dal triplice confine con l'Arabia Saudita a nord al Mar Arabico a sud.

## Descrizione
Il confine è costituito essenzialmente da un'unica linea retta orientata a nord-ovest a sud-est, dal triplice confine saudita fino alla costa del Mar Arabico a Ras Darbat Ali. L'eccezione è un piccolo "nodo" triangolare a circa a metà della linea di confine, che si protende nello Yemen in modo da includere la città di Habarut all'interno dell'Oman. Da un punto di vista topografico il confine attraversa il deserto di Rub 'al-Khali a nord e il Jabal Qamar nelle montagne del Dhofar a sud.

## Storia
La parte più orientale di quello che oggi è lo Yemen formò storicamente il sultanato di Mahra e Socotra, che divenne parte del protettorato britannico di Aden nel 1866, pur mantenendo un certo grado di autonomia. In questo periodo l'Oman era sotto un protettorato informale britannico. L'Oman aveva affermato il suo dominio sulla regione sud-occidentale del Dhofar nel 1829. Un confine tra l'Aden e l'Oman non fu delimitato durante il periodo coloniale, sebbene i documenti del governo britannico suggeriscano che il promontorio di Ras Darbat Ali fosse stato fissato come il punto più occidentale dell'Oman già nel 1933-1935 e con un documento del governo britannico che registra che "era stato convenuto che la questione in quel momento non fosse importante".
Nel 1962-3 la colonia di Aden fu divisa nella Federazione dell'Arabia Meridionale a ovest e nel Protettorato dell'Arabia Meridionale a est, entrambi rimasti sotto la protezione britannica. A seguito di un'insurrezione nella regione, la Gran Bretagna si ritirò completamente da Aden e i due protettorati furono fusi, ottenendo l'indipendenza del nuovo stato dello Yemen del Sud nel 1967. I comunisti presero il controllo nel 1969, ribattezzando il paese "Repubblica Democratica Popolare dello Yemen" e abolendo la tradizionale semiautonomia del sultano di Mahra. Lo Yemen del Nord in questo periodo rimaneva un paese separato. Il confine dello Yemen meridionale con l'Oman rimase indefinito e le relazioni tra i due stati peggiorarono durante la guerra del Dhofar, poiché lo Yemen del Sud permise agli insorti comunisti del Dhofar di avere base nel loro territorio, provocando diversi scontri transfrontalieri. Le relazioni bilaterali migliorarono negli anni '80.
In seguito al crollo del governo comunista nello Yemen del Sud e alla conseguente unificazione con lo Yemen del Nord nel 1990, il 1° ottobre 1992 venne firmato un accordo di confine tra l'Oman e lo Yemen che ha finalizzato la frontiera nella sua posizione attuale. La regione di confine è rimasta in gran parte pacifica durante le varie guerre civili in Yemen da allora. Durante la guerra in corso il confine è rimasto sotto il controllo del governo yemenita, sebbene ci siano state segnalazioni di contrabbando di armi attraverso la frontiera e di interferenze dell'Oman e dell'Arabia Saudita nel Governatorato yemenita di Al Mahra.

## Valichi di frontiera
Ci sono due valichi principali: a Shahan (YEM) - Al-Mazyunah (OMN) a nord e Hawf (YEM) - Sarfait (OMN) a sud.